# Mysidella minuta
Mysidella minuta är en kräftdjursart som beskrevs av Brattegard 1973. Mysidella minuta ingår i släktet Mysidella och familjen Mysidae. Inga underarter finns listade i Catalogue of Life.